# Aberració (òptica)

Comportament d'una lent amb aberració cromàtica.

En òptica, una aberració és qualsevol desviació d'un sistema òptic respecte al comportament perfecte; és a dir, qualsevol diferència entre el comportament real i el comportament ideal (astigmàtic) que s'obté amb l'òptica paraxial.

## Tipus
Les aberracions més importants són les cinc aberracions monocromàtiques anomenades aberracions de Seidel, que es produeixen independentment del color o freqüència de la llum:
- aberració de coma: és una aberració obliqua, que té lloc quan els raigs arriben a la lent amb una certa inclinació respecte a l'eix òptic. És deguda al fet que les diferents zones de la lent proporcionen imatges amb diferent escala. D'aquesta manera, succeeix que al lloc on hauria d'haver-hi un punt, en el seu lloc hi ha un estel o "cometa" (d'aquí ve el nom de l'aberració).
- astigmatisme
- aberració de curvatura de camp o de Petzval: ocasionada per la curvatura de les lents, ja que el pla focal d'un objectiu no és totalment pla, sinó que forma una superfície còncava cap a l'objecte. Si el pla sensor de la càmera és totalment pla, es fa molt difícil d'enfocar perfectament el centre i les vores de la imatge. Alguns fabricants solucionen aquesta aberració variant el disseny de les lents o corbant el pla sensor en el mateix sentit que el pla focal.
- Aberració axial (longitudinal) succeeix quan diferents longituds d'ones de llum s'enfoquen a diferents distàncies de les lents i, per tant, diferents punts del centre òptic d'aquesta.
- Aberració transversal (lateral) succeeix quan diferents longituds d'ones s'enfoquen en diferents posicions dins del pla focal.
- Aberració de punt apareix quan la imatge de punt es troba en la posició predita per la òptica paraxial però, en lloc d'un punt, és una "taca".
- Aberració de forma apareix quan la imatge de punt és un punt però la seva posició és diferent de la establerta per la aproximació paraxial.
- Aberració esfèrica
- Aberració cromàtica
- distorsió

A més, també cal considerar l'aberració cromàtica, provocada pel fenomen de la dispersió, que fa que, per a un sistema òptic donat, cada color de la llum tingui una distància focal diferent.

## Aberració esfèrica
L'aberració esfèrica és l'única que afecta a punts situats en l'eix òptic. Els raigs provinents d'un punt de l'eix que entren en la lent amb angles grans (fora de l'aproximació paraxial) no van al punt d'enfocament, sinó prop d'aquest. Els raig que incideixen més cap a les cantonades convergeixen més a prop (o més lluny) de la lent que els que entren per l'eix.
Com que la focal dels raigs perifèrics depèn de la seva altura, per una lent convergent, l'aberració esfèrica és positiva (focal anterior a la focal paraxial), mentre que per una lent divergent és positiva (focal posterior a la paraxial).
En aquest tipus d'aberració les imatges dels raigs formen una línia sobra un eix llur longitud s'anomena aberració esfèrica lateral (AEL). També es defineix com la diferència entre el focus del raig marginal i el focus gaussià. Per altra banda, la mida de la imatge en el focus paraxial s'anomena aberració esfèrica transversal (AET). També es defineix com a la distància entre l'eix del punt d'incidència del raig marginal en el pla focal.
Aquest tipus de defecte òptic el detectarem al moure un pla perpendicular a l'eix òptic al llarg de la línea d'aberració esfèrica lateral, on no trobarem mai un punt, sinó taques circulars de mida finita.
La millor manera de minimitzar-la és utilitzant obertures numèriques petites per evitar raigs d'angles alts. Tanmateix, es sol tractar amb sistemes de lents convergents i divergents que la corregeixen, tot i que certs sistemes opten per deixar-ne un cert grau per a suavitzar les imatges.

## Aberració cromàtica
L'aberració cromàtica es deu a la variació de l'índex de refracció amb λ i, en conseqüència, el focus i els augments en depenen. El seu afecte es que qualsevol lent simple es comporta com un prisma, recomponent la llum en els seus colors primaris i formant un petit espectre al voltant del focus de la lent. Se'n distingeixen dos tipus:
AxialQuan existeix diferència de focus per dos longituds d'ona. Aquesta produeix un halo de color en tota la imatge, té lloc en qualsevol posició de la imatge i millora segons disminueix la apertura.
LateralQuan hi ha diferents augments per diferents longituds d'ona. Aquest tipus d'aberració només afecta detalls tangencials. A més a més, mai apareix al centra de la imatge i augmenta cap a les cantonades. Unes altres propietats són que, a diferència de l'axial, no disminueix segons es redueix la apertura i que es manifesta més notablement en zones desenfocades de la imatge.